# Francisque Pomat
Francisque Pomat, né François Pomat le 25 mai 1874 à Lyon et mort dans la même ville le 29 mai 1944, est un peintre et dessinateur français.

## Biographie
Francisque Pomat est né dans le quartier des Brotteaux à Lyon. Il est le fils de Joseph Pomat, gantier dans le 6e arrondissement, et de Marguerite Deleard. Il suit ses études secondaires au pensionnat de Notre-Dame de Bellegarde à Neuville-sur-Saône, puis il entre aux Beaux-Arts de Lyon.
Le 23 janvier 1906, il épouse Mathilde Blanchard, échantillonneuse, qui lui donnera un fils, Philippe, et deux filles, Marie-Louise et Antonia. Il est le grand-père et l'arrière-grand-père, respectivement, de l'écrivain lyonnais Jacques Bruyas et des journalistes Dorie Bruyas et François Riche. Croix-Roussien fidèle, il vivra successivement au no 8 rue Bodin, au no 5 rue Diderot, puis dans l'immeuble du no 11 rue Claude-Joseph Bonnet qu'il reçut en héritage en 1924, au sein duquel il installera son atelier de dessin et de peinture au rez-de-chaussée, qu'il déménagera ensuite au no 5 Petite Rue des Feuillants[réf. nécessaire].
Ce peintre paysagiste de l'École lyonnaise a été l'élève de François-Auguste Ravier, dont il a fréquenté régulièrement l'atelier, avant de former à son tour des apprentis, dont notamment André Souchon et Jean Couty.
Qualifié de peintre « délicat » par Le Progrès, Pomat était également très à l'aise dans les natures mortes et les fleurs. Il exécuta peu de portraits, hormis pour les membres de sa famille. La peinture à l'huile sur toiles ou cartons était sa préférence. En tant que dessinateur, il illustra de nombreux recueils et programmes, des revues des Beaux-Arts de Lyon et des catalogues de la soierie lyonnaise dont il était l'un des graphistes réguliers. Enfin, par amusement, il aimait sculpter des têtes humaines à l'intérieur de marrons secs, qui en grande majorité, n'ont pas résisté aux dégradations du temps.
Dans son livre sur les peintres paysagistes lyonnais, Bernard Gouttenoire précise à propos de Francisque Pomat qu'il s'agit d'un artiste « mentionné par [les spécialistes de la peinture, Étienne] Grafe et [Élizabeth] Hardoin-Fugier, […] qui donne de la ville [de Lyon] des notations parfois historiques et souvent anecdotiques, qui comptent, cependant, au moins pour leur approche authentique des situations abordées. »
Membre fondateur du Salon Regain, Pomat a par ailleurs été régulièrement exposé au Salon d'automne de Lyon, réservé aux artistes de la ville et de sa région, et tourné vers la modernité.
Ce peintre, très ami avec Pierre Combet-Descombes et Eugène Brouillard, a été décoré des Palmes académiques. Il est aujourd'hui présent dans les musées nationaux[réf. nécessaire], dont celui des beaux-arts de Lyon, qui détient plusieurs de ses œuvres. 
Francisque Pomat est mort le 29 mai 1944 à son domicile lyonnais du 4e arrondissement des suites d'une maladie des reins contractée durant la Première Guerre mondiale à force de rester coucher dans les tranchées. Ses funérailles ont eu lieu le 31 mai 1944 à l'église Saint-Augustin de la rue Jacquard.[réf. nécessaire] Il est inhumé à Lyon au cimetière de la Croix-Rousse.

## Expositions
- Salon d'automne de Lyon, palais municipal des expositions, quai de Bondy :
  - du 9 octobre au 30 novembre 1909[4] ;
  - du 8 octobre au 30 novembre 1910[5] ;
  - du 7 octobre au 30 novembre 1911[6] ;
  - du 10 octobre au 30 novembre 1913[7] ;
  - du 1er octobre au 20 novembre 1921[8] ;
  - du 5 octobre au 25 novembre 1923[9] ;
  - du 3 octobre au 22 novembre 1925[10] ;
  - du 2 octobre au 21 novembre 1926[11] ;
  - du 1er octobre au 20 novembre 1927[12] ;
  - du 1er octobre au 11 novembre 1928[13] ;
  - du 5 octobre au 17 novembre 1929[14] ;
  - du 4 octobre au 16 novembre 1930[15] ;
  - du 4 octobre au 15 novembre 1936[16] ;
  - du 9 octobre au 14 novembre 1937[17] ;
  - du 8 octobre au 17 novembre 1938[18].

- du 17 mai au 8 juin 2008, La Maison de Pays de Mornant (Rhône), Entre deux Rives, les ponts ou les ponts de Lyon vus par les peintres lyonnais[19].